# Giovanni Pietro e Giovanni Ambrogio De Donati

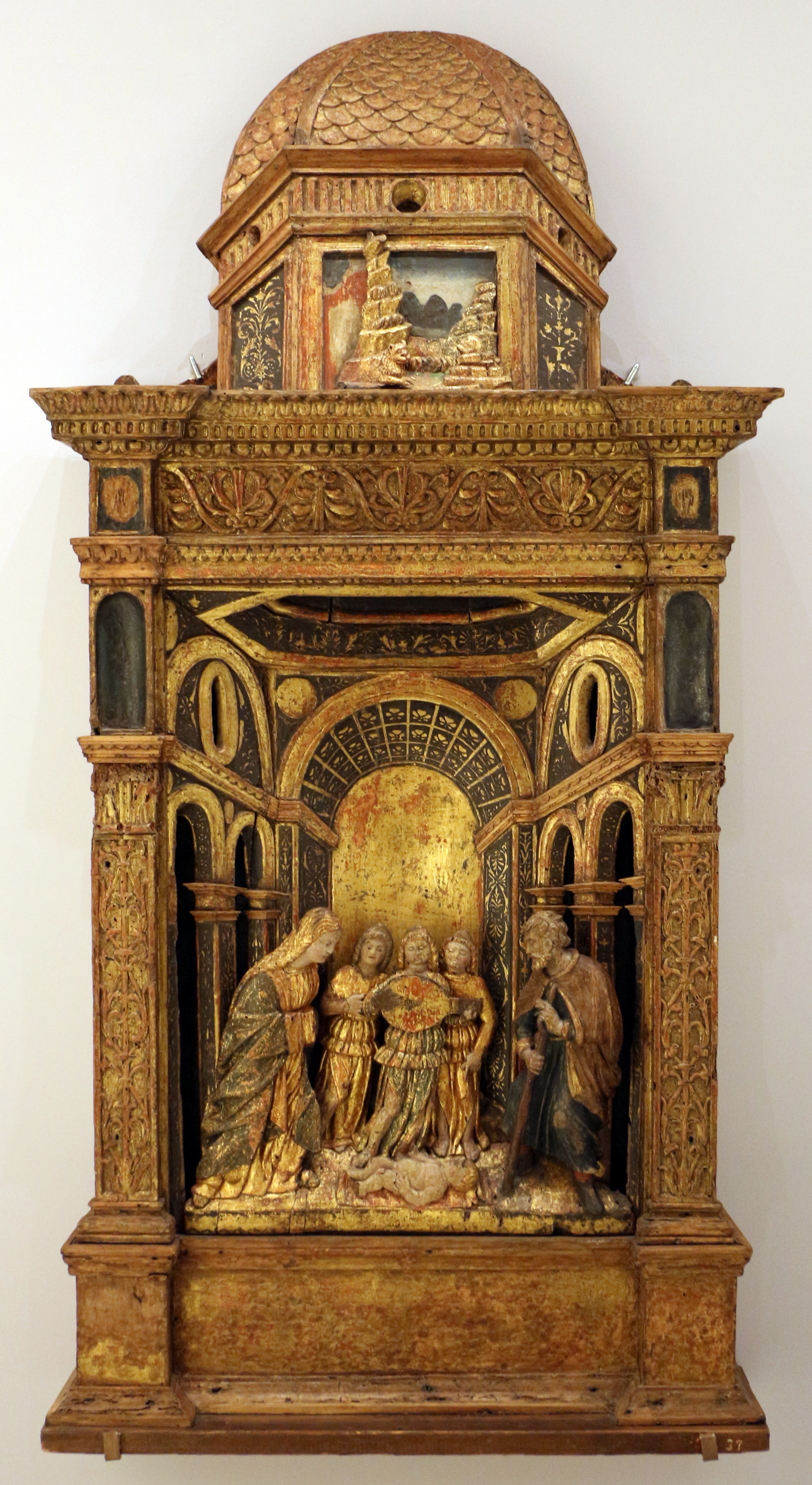
Bottega dei fratelli de donati, Adorazione del bambino, Castello Sforzesco di Milano, 1500-10 ca

Giovanni Pietro e Giovanni Ambrogio De Donati (documentati tra il 1484 ed il 1524; fl. XV-XVI secolo) sono stati tra i protagonisti della scultura lignea nel ducato milanese.

## Vita e profilo artistico

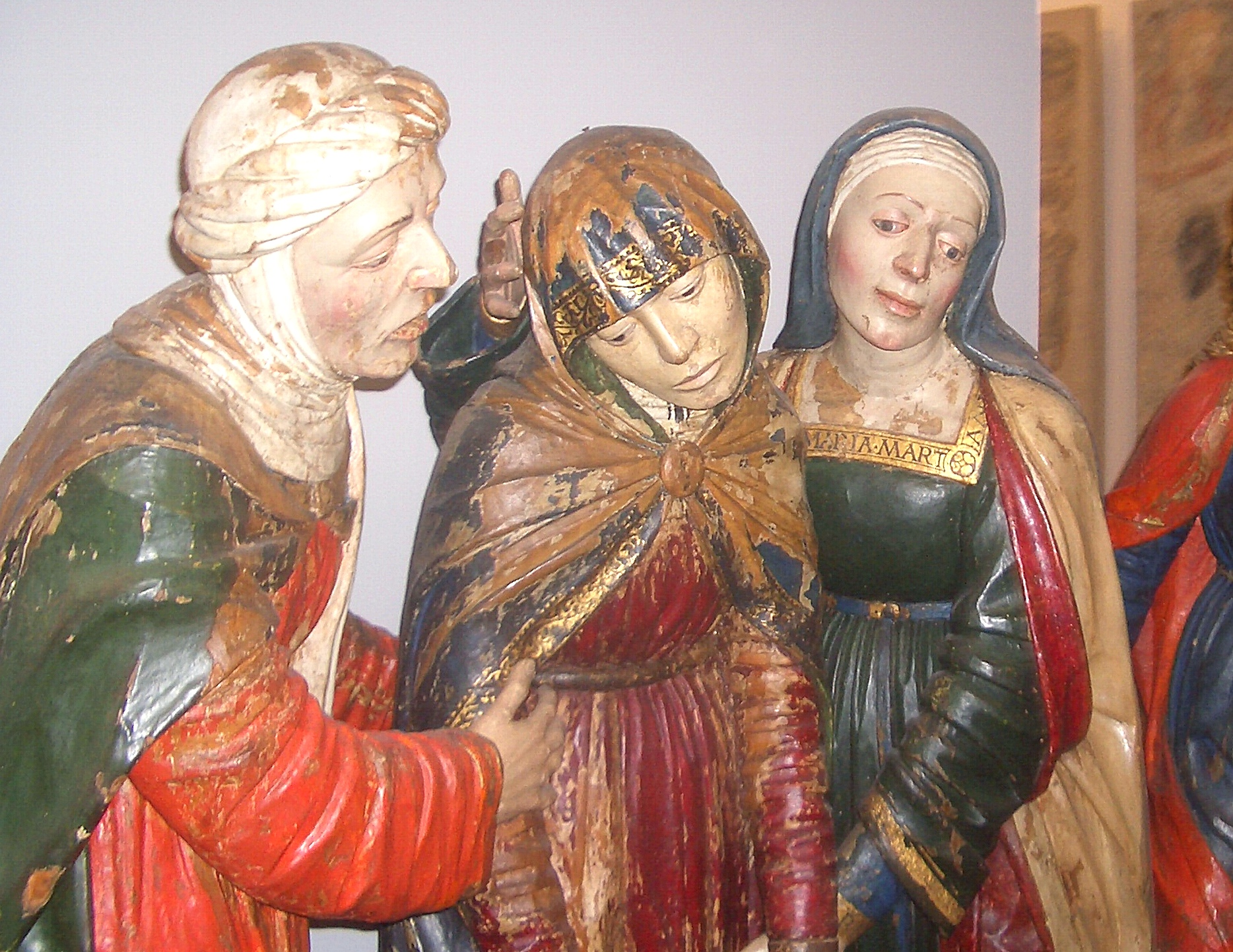
Compianto sul Cristo morto, Varallo Sesia, Pinacoteca civica

I fratelli De Donati, cui va aggiunto il fratello Lodovico De Donati valido pittore autore nel 1513 della Madonna col Bambino tra i Santi Bernardo e Defendente conservata a Sondrio nel Museo Valtellinese di Storia e Arte, gestirono un'importante bottega in Milano, che fu molto attiva nei decenni a cavallo tra il XV ed il XVI secolo, il "periodo d'oro" della scultura in legno in terra lombarda.
La loro produzione artistica si riferì ad una grande varietà di opere: stalli, ancone d'altare, polittici, gruppi scultorei raffiguranti il Compianto sul Cristo morto, crocifissi, statue della Madonna ed altro ancora. Essi contesero ad un'altra grande bottega, quella dei Del Maino, il primato della produzione di tali opere lignee.
Il linguaggio artistico di Giovanni Pietro ed Ambrogio si dimostra aggiornato sugli sviluppi rinascimentali della pittura lombarda - da Vincenzo Foppa al Bergognone,  a Bernardino Zenale – e attinge, come d'uso, spunti importanti dal repertorio delle incisioni nordiche allora disponibili. In assenza di fonti documentali, le opere uscite dalla loro bottega sono attribuite ad entrambi i fratelli, stante la grande difficoltà nel rintracciarne un profilo artistico distinto. In passato la critica aveva assegnato a Giovanni Pietro i due grandi rilievi provenienti dall'altare della basilica di santa Maria del Monte sopra Varese ora in esposizione al Castello Sforzesco; in tempi più recenti tali opere sono state attribuite ad un differente raffinato intagliatore lombardo sulla cui identità non si è ancora fatta chiarezza, il Maestro di Trognano.
Nella realizzazione delle grandi ancone d'altare i De Donati mostrano di aver acquisito familiarità anche con le soluzioni architettoniche adottate da Bramante  (come, ad esempio, avviene con la volta a botte prospetticamente accorciata presente nell'"arcosolio" dell'Altare della Pietà nel Santuario della Madonna del Sasso (Orselina)) e con gli elementi decorativi tipici dell'Amadeo utilizzate per abbellire pilastri, lesene, timpani ed altre partiture architettoniche.
Va ricordato che assieme a Giovanni Pietro e Giovanni Ambrogio, vi fu un terzo fratello, Alvise, che tenne bottega a Vercelli e poi a Milano. Alvise fu attivo almeno sino al 1503; ma non si hanno notizie certe su eventuali collaborazioni con gli altri fratelli.
Tra le opere dei fratelli De Donati si deve menzionare un Compianto sul Cristo morto (ca 1486- 93) ora conservato nella Pinacoteca civica di Varallo e proveniente dal Sacro Monte (verosimilmente dall'antica cappella della Deposizione, cosa che giustifica il nome di Pietra dell'Unzione con il quale il gruppo ligneo è tradizionalmente indicato). Le statue rimandano al naturalismo ed alla umana poetica di Martino Spanzotti, capace di parlare al cuore della gente umile:
(Giovanni Testori, Elogio dell'arte novarese, Banca Popolare di Novara, 1962)
Pressoché coevo al gruppo di Varallo è il già ricordato Altare della Pietà, ancona lignea conservata nel Santuario della Madonna del Sasso ad Orselina, nel Canton Ticino.

Nell'esecuzione di quest'opera, Giovanni Pietro ed Ambrogio realizzano l'arcosolio di gusto bramantesco che accoglie la scena e sono gli artefici delle toccanti sculture della Pietà (disposte secondo una iconografia originale, con il Cristo morto sorretto dalla Madonna dolente e da San Giovanni evangelista, consolati da un gruppo di angeli); ignoto è invece l'autore del fondale dipinto (con la figura straziata della Maddalena, assieme a Giuseppe di Arimatea ed a Nicodemo) che amplia illusivamente le scena. Gli autori sembrano qui ispirarsi ad una incisione del Mantegna raffigurante la Deposizione nel sepolcro che ebbe grande popolarità tra Veneto e Lombardia.

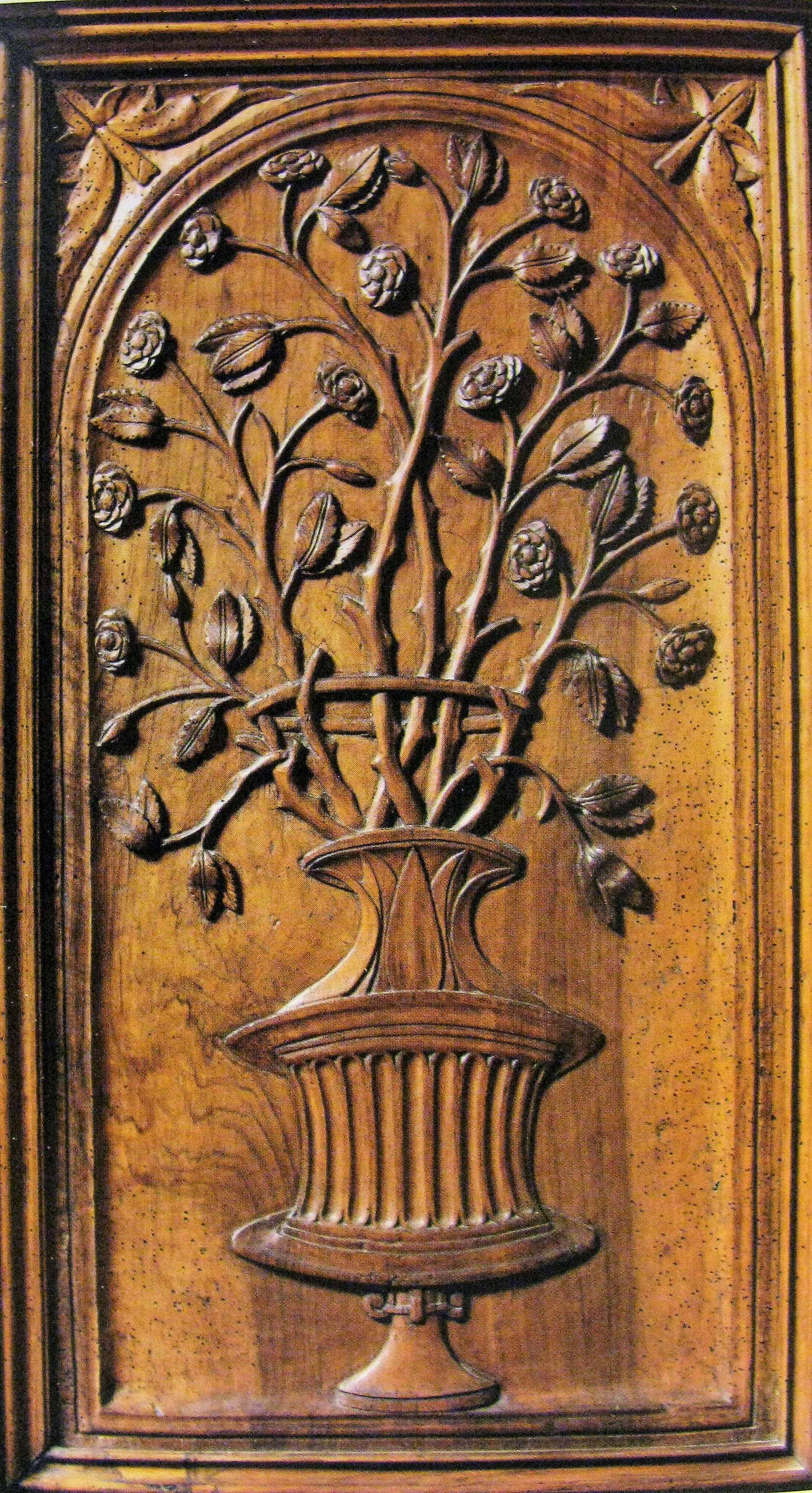
Vaso con rose, 1484, stallo del coro della chiesa di San Francesco di Pavia.

Nel 1497 fu commissionata ai due fratelli una maestosa ancona per la Chiesa di San Giovanni Maggiore a Como con le Storie di San Pietro martire: nel XIX secolo l'opera – tra le più importanti uscite dalla bottega dei De Donati -  è stata smembrata e venduta sul mercato antiquario. Se ne conservano cinque formelle con scene della vita del santo, ospitate in quattro diversi musei (Opava nella Repubblica Ceca, Berlino, Sarasota in Florida e Boston) 
Un altro magnifico Compianto di Giovanni Pietro ed Ambrogio (che però ha ricevuto pesanti ridipinture) è quello della chiesa di San Bartolomeo a Caspano (1500-1510), comune di Civo (SO); la stessa chiesa – che appare come vera e propria vetrina delle qualità artistiche dei due fratelli -  contiene due importanti ancone lignee, intagliate, dipinte e dorate, quella della Resurrezione di Lazzaro (1508) e quella sull'altare del santo eponimo della chiesa con scene istoriate della Vita di San Bartolomeo  (1510-20).
Altre opere attribuite ai dei De Donati sono soprattutto ascrivibili a parti superstiti (rilievi intagliati, statuette, ecc.) di ancone d'altare che sono state smembrate o perse come l'ancona lignea del 1507 della collegiata di San Lorenzo a Lugano.
Molti e complessi sono i problemi attributivi che ruotano attorno ai De Donati. Solo in tempi relativamente recenti - come si è detto - il Maestro di Trognano (che si era ipotizzato essere uno dei due fratelli), ha acquisito, pur in assenza di identificazione, un suo autonomo profilo artistico. Molte opere minori, quali piccoli altari contenenti la scena della Natività, già attribuiti alla bottega dei fratelli, devono forse ascriversi a quella di Giacomo del Maino. D'altra parte in quegli anni era abbastanza comune che le commesse più importanti vedessero la collaborazione di più botteghe, pratica che portava ad una qualche sovrapposizione dei linguaggi stilistici.

## Opere
- Berlino
  - Rilievo proveniente dall'ancona di San Pietro martire, (già collocata nella chiesa san Giovanni Pedemonte a Como), legno intagliato, dorato e dipinto, 1497, Staatliche Museen,
- Boston
  - San Pietro martire, statua lignea dipinta, Isabella Stewart Gardner Museum
- Caspano, comune di Civo (SO)
  - Compianto sul Cristo morto, gruppo policromo di statue lignee, ca. 1500-10, chiesa di San Bartolomeo
  - Ancona di san Bartolomeo, legno intagliato, dorato e dipinto, ca 1510-20,  chiesa di San Bartolomeo
  - Altare della Resurrezione di Lazzaro, legno intagliato, dorato e dipinto, 1508, chiesa di San Bartolomeo
- Lodi
  - Rilievi con scene della Vita della Vergine e Nicchie con statuette di Sibille provenienti da un altare smembrato, legno intagliato e dipinto, 1495-98, Museo civico
- Mazzo di Valtellina
  - Piccola ancona con scena della Natività legno dorato e dipinto, 1490-1495, già chiesa di Santa Maria
- Milano
  - Miracolo di San Domenico, rilievo ligneo, Castello Sforzesco, Civiche Raccolte d'Arte Applicata;
  - Cornice lignea dorata, 234 x 175 x 31 cm, Castello Sforzesco, Civiche Raccolte d'Arte Applicata;
  - Adorazione dei pastori, rilievo ligneo, fine del XV secolo, Castello Sforzesco, Civiche Raccolte d'Arte Applicata;
  - Anconetta con scena dell'Adorazione del Bambino, legno intagliato, dorato e dipinto, ca. 1495, Castello Sforzesco, Civiche Raccolte d'Arte Applicata;
- Opava (Repubblica ceca)
  - Due rilievi provenienti dall'ancona di San Pietro martire, (già collocata nella chiesa san Giovanni Pedemonte a Como), legno intagliato, dorato e dipinto, 1497, Museo della Slesia
- Orselina (Canton Ticino)
  - Altare della Pietà, legno intagliato, dorato e dipinto, ca. 1490-95, Santuario della Madonna del Sasso;
- Pavia
  - Stalli del presbiterio , legno intagliato, 1484, Chiesa di San Francesco;
- Sarasota (Florida)
  - Rilievo proveniente dall'ancona di San Pietro martire, (già collocata nella chiesa san Giovanni Pedemonte a Como), legno intagliato, dorato e dipinto, 1497, John and Mable Ringling Art Museum
- Sondrio
  - Statuette di San Lorenzo e di San Rocco, legno di pioppo dorato e dipinto, 1500-10, Museo valtellinese di storia e arte
- Varallo
  - Compianto sul Cristo morto, gruppo policromo di statue lignee, ca 1486-93, Pinacoteca civica;
- Vigevano
  - Ancona dell'Immacolata, (frammenti), legno intagliato, dorato e dipinto, Ospedale civile;